# 紐貝利公園站
紐貝利公園站（英語：Newbury Park tube station）是倫敦地鐵的一個車站，位於紅橋區的紐貝利公園。紐貝利公園站是中央線的車站，在位於倫敦第4收費區。紐貝利公園站開通於1903年5月1日。